# Letohrad
Letohrad är en stad i Tjeckien.   Den ligger i regionen Pardubice, i den östra delen av landet, 150 km öster om huvudstaden Prag. Letohrad ligger 373 meter över havet och antalet invånare är 6 195.
Terrängen runt Letohrad är platt västerut, men österut är den kuperad. Letohrad ligger nere i en dal. Runt Letohrad är det ganska tätbefolkat, med 124 invånare per kvadratkilometer. Närmaste större samhälle är Česká Třebová, 15,1 km söder om Letohrad. Omgivningarna runt Letohrad är en mosaik av jordbruksmark och naturlig växtlighet.